# Candacia paenelongimana
Candacia paenelongimana is een eenoogkreeftjessoort uit de familie van de Candaciidae. De wetenschappelijke naam van de soort is voor het eerst geldig gepubliceerd in 1956 door Fleminger & Bowman.